# João Câmara (Diplomat)

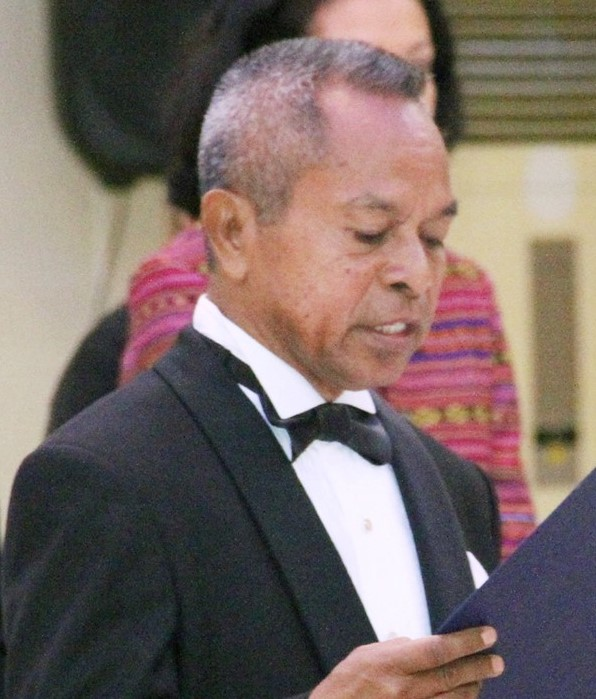
João Camara (2016)

João Freitas da Câmara (* 24. Juni 1955 in Lepo, Portugiesisch-Timor) ist ein osttimoresischer Diplomat. Ab 2016 war er der erste Botschafter Osttimors mit Sitz in Myanmar.

## Werdegang
Câmara war zunächst politischer Assistent der indonesischen Subdistriktsverwaltung von Same. 1981 erhielt er ein Stipendium an der Atmajaya University in Jakarta. Hier wurde Câmara Aktivist der Resistência Nacional dos Estudantes de Timor-Leste (RENETIL), einer studentischen Widerstandsbewegung von Exil-Osttimoresen gegen die indonesische Besetzung Osttimors. Im Oktober 1986 bat er mit anderen Aktivisten um politisches Asyl in der Botschaft der Niederlande. Dort erhielt er einen portugiesischen Reisepass. Nach dem Santa-Cruz-Massaker 1991 organisierte er am 19. November eine Demonstration vor dem Büro des Repräsentanten der Vereinten Nationen in Jakarta, die erste ihrer Art in der indonesischen Hauptstadt. Câmara wurde verhaftet, die Staatsanwaltschaft forderte für ihn eine Gefängnisstrafe von 13 Jahren, wegen Subversion. Das Urteil lautete dann 10 Jahre Gefängnis. Er kam ins Cipinang-Gefängnis in Jakarta. Am 23. Dezember 1999 wurde Câmara im Rahmen einer allgemeinen Amnestie begnadigt.
Im unabhängigen Osttimor wurde Câmara im Außenministerium des Landes eingestellt und leitete die Abteilung rechtliche Angelegenheiten und Verträge. Von 2006 bis 2008 war er Generalsekretär im Außenministerium Osttimors. Von 2008 bis 2012 war Câmara der erste Botschafter Osttimors in Thailand. Danach kehrte er nach Osttimor zurück und diente bis 2014 als Generaldirektor für Außenbeziehungen und bis 2016 als Generaldirektor der Abteilung Asien und Pazifik im Außenministerium. Die Ernennung zum Botschafter in Myanmar durch Präsident Taur Matan Ruak erfolgte am 11. Februar 2016, die Akkreditierung fand am 27. April 2016 statt. Später wurde Câmara Vertreter bei der Wirtschafts- und Sozialkommission für Asien und den Pazifik (UNESCAP). 2024 wurde er zum Protokollchef des Staates ernannt und leitete offizielle Besuche, darunter die des UN-Generalsekretärs und von Papst Franziskus.
Am 29. Juli 2025 wurde Câmara zum Botschafter Osttimors in Laos ernannt.

## Privates
Câmara ist verheiratet und hat fünf Kinder.